# Sint-Barbarabeeld (Lindenheuvel)
Het Sint-Barbarabeeld is een standbeeld in de wijk Lindenheuvel van Geleen in de Nederlandse gemeente Sittard-Geleen. Het beeld staat aan de Burgemeester Lemmensstraat naast het Barbarazaelke, dat op de hoek van deze straat en de Javastraat staat.
Het beeld is opgedragen aan de heilige Barbara van Nicomedië, de beschermheilige van mijnwerkers.

## Geschiedenis
Met de ontginning van de steenkolenlagen van het Zuid-Limburgs steenkoolbekken werden er van heide en ver mensen aangetrokken om te werken in de steenkolenmijnen die verspreid over Limburg gehuisvest werden. Veel mijnwerkers gingen in de wijk Lindenheuvel wonen.
In 1960 werd het beeld voor de Sint-Barbarakerk van Lindenheuvel geplaatst op het gazon en was van de hand van beeldhouwer Frans Cox. Oorspronkelijk was het beeld bedoeld voor in de kerk of voor boven de ingang, maar de architect van de kerk, Ad van Hezik, vond het beeld te groot voor boven de ingang.
In 1994 werd de kerk gesloopt, waarna het beeld plaats moest maken voor woningbouw. Het werd verplaatst van het gazon naar de overzijde van de straat en daar tegen de gevel van het Barbarazaelke geplaatst. Op 25 maart 1994 werd het herplaatste beeld opnieuw ingezegend.
In 2008 werd er aan de muur naast het beeld een plaquette opgehangen die herinnert aan de mijnramp van 3 maart 1958 in de Staatsmijn Maurits.

## Standbeeld
Het standbeeld is gemaakt van chamotte en toont de heilige terwijl zij met haar linkerhand een mijnlamp vasthoudt en met haar rechterhand een koeltoren (terwijl dit meestal een gevangenistoren is verwijzend naar de overleveringen rond Sint-Barbara). Aan haar voeten is een mijnwerker aan het werk in een mijn.
Naast het beeld hangt een plaquette met daarop de tekst Ter nagedachtenis aan de mijnramp van 3 maart 1958 en daaronder de zeven namen.